# Cung Huấn đồ
Thập nhị Cung Huấn đồ (十二宫训图) là 12 bức tranh Cung Huấn được Càn Long ban tặng cho Đông lục cung và Tây lục cung. Mỗi bức tranh đều có tên gọi gồm bốn chữ, nói về một điển tích về các bậc hậu phi mỹ đức của các triều đại trước, mục đích giáo huấn nhắc nhở Đông Tây lục cung noi theo các tấm gương sáng người trước và tuân thủ tam cương ngũ thường. Ngoài ra, Càn Long còn ban cho mỗi cung một tấm Ngự biển và một bài thơ 12 chữ, gọi là Cung Huấn thi. Ngự biển và Cung Huấn thi được chính Càn Long ngự bút, còn 12 bức Cung Huấn đồ được vẽ bởi các họa sư. Càn Long ra lệnh treo các bức tranh và thơ này lần lượt ở các cung vào dịp năm mới, từ ngày 26 tháng 12 âm lịch đến ngày 2 tháng 2 âm lịch năm sau. Các bức thi họa được treo ở tiền điện các cung, Cung Huấn thi được treo ở tường phía đông, còn Cung Huấn đồ được treo ở tường phía tây. Sau ngày 2 tháng 2, chúng được thu lại và cất giữ ở Học Thi đường phía sau Cảnh Dương cung.

## Yến Cật Mộng Lan
Cảnh Nhân cung được ban bức tranh Yến Cật Mộng Lan đồ (燕姞梦兰图) cùng ngự bút biển Tán Đức Cung Vi (赞德宫闱). Bức tranh dựa trên điển tích về tiểu thiếp Yến Cật của Trịnh Văn công nằm mộng thấy hoa lan. Bà mơ gặp một vị thần, bảo rằng "Ta là Bá Du, là tổ tiên của ngươi, nay ta cho ngươi bông hoa lan để làm con trai, vì hoa lan có quốc hương, chỉ cần mang bên cạnh thì đều được mọi người yêu mến như yêu hoa lan vậy". Văn Công nghe vậy, liền thị tẩm Yến Cật, quả nhiên Yến Cật mang thai và sinh ra một người con trai. Văn Công vô cùng vui mừng, liền đặt tên là Tử Lan, chính là Trịnh Mục công sau này.
Bức tranh Yến Cật Mộng Lan đồ có ý nghĩa Nguyện Cảnh (愿景), tức là tầm nhìn.

## Từ Phi Trực Gián
Thừa Càn cung được ban bức tranh Từ Phi Trực Gián đồ (徐妃直谏图) cùng ngự bút biển Đức Thành Nhu Thuận (德成柔顺). Bức tranh dựa trên điển tích về Hiền phi Từ Huệ của Đường Thái Tông can gián Hoàng đế. Năm Trinh Quán, Đường Thái Tông muốn tu sửa lại Ngọc Hoa Cung, Từ Huệ thấy vậy bèn can ngăn, phân tích việc chinh phạt thường niên tiêu tốn quốc khố, nên cắt giảm việc thổ mộc, xây dựng cung điện, tấu rằng "Những ngọc ngà châu báu lóa mắt, là độc dược nhân tâm, chúng nhìn tuy rằng xa hoa, nhưng cũng không cần thiết". Đường Thái Tông khen ngợi, còn trọng thưởng hậu hĩnh cho Từ Huệ.
Bức tranh Từ Phi Trực Gián đồ có ý nghĩa Trung Trực (忠直).

## Hứa Hậu Phụng Án
Chung Túy cung được ban bức tranh Hứa Hậu Phụng Án đồ (许后奉案图) cùng ngự bút biển Thục Thận Ôn Hòa (淑顺温和). Bức tranh dựa trên điển tích về Cung Ai Hoàng hậu Hứa Bình Quân của Hán Tuyên Đế phẩm hạnh xuất chúng, tính tình hiền hậu, được đời đời ca ngợi.
Bức tranh Hứa Hậu Phụng Án đồ có ý nghĩa Tôn Lão (尊老), tức là kính trọng người lớn tuổi.

## Phàn Cơ Gián Liệp
Vĩnh Hòa cung được ban bức tranh Phàn Cơ Gián Liệp đồ (樊姬谏猎图) cùng ngự bút biển Chiêu Nghi Thục Thận (仪昭淑慎). Bức tranh dựa trên điển tích về Vương Hậu Phàn Cơ của Sở Trang vương là Phàn Cơ cảm Trang (樊姬感莊). Sở Trang vương sau khi lên ngôi rất ham mê săn bắn. Phàn Cơ nhiều lần khuyên nhủ nhưng không có tác dụng, bà bèn bỏ hẳn không ăn thịt thú rừng. Sở Trang vương vì vậy thay đổi, từ đó chuyên tâm vào chính sự.
Bức tranh Phàn Cơ Gián Liệp đồ có ý nghĩa Khuyến Gián (劝谏).

## Tào Hậu Trọng Nông
Diên Hi cung được ban bức tranh Tào Hậu Trọng Nông đồ (曹后重农图) cùng ngự bút biển Thận Tán Huy Âm (慎赞徽音). Bức tranh dựa trên điển tích về Từ Thánh Tào Hoàng hậu của Tống Nhân Tông tự mình làm nông, nuôi tằm, dệt vải, là bậc hiền hậu trứ danh trong lịch sử cổ đại Trung Hoa.
Bức tranh Tào Hậu Trọng Nông đồ có ý nghĩa Cần Lao (勤劳), tức là chăm chỉ.

## Mã Hậu Luyện Y
Cảnh Dương cung được ban bức tranh Mã Hậu Luyện Y đồ (马后练衣图) cùng ngự bút biển Nhu Gia Túc Tĩnh (柔嘉肃静). Bức tranh dựa trên điển tích về Minh Đức Mã Hoàng hậu của Hán Minh Đế tự mình làm gương tiết kiệm cho hậu cung, sinh hoạt giản dị, y phục đơn giản, được người đời sau ca tụng là một hiền hậu.
Bức tranh Mã Hậu Luyện Y đồ có ý nghĩa Tiết Kiệm (节俭).

## Ban Cơ Từ Liễn
Vĩnh Thọ cung được ban bức tranh Ban Cơ Từ Liễn đồ (班姬辞辇图) cùng ngự bút biển Lệnh Nghi Thục Đức (令仪淑德). Bức tranh dựa trên điển tích về Ban Tiệp Dư của Hán Thành đế từ chối ngồi cùng xe ngựa với Hoàng đế. Khi Ban Tiệp Dư đương đắc sủng, Hán Thành đế vô cùng yêu, cho đóng một cái xe ngựa lớn để Ban Tiệp Dư ngồi cùng. Ban Tiệp Dư thấy vậy, khéo léo từ chối, rằng "Thiếp thấy trong tranh cổ, các bậc quân vương thánh hiền chỉ có đại thần ngồi cạnh, còn quân vương vong quốc thì để phi tử ngồi chung. Nay nếu bệ hạ để thiếp ngồi cùng, không phải cũng giống như các quân vương vong quốc đó sao?" Việc này được Thái hậu Vương Chính Quân rất hài lòng, khen ngợi "Xưa có Phàn Cơ, nay có Ban Tiệp dư".
Bức tranh Ban Cơ Từ Liễn đồ có ý nghĩa Tri Lễ (知礼), tức là biết lễ nghĩa.

## Chiêu Dung Bình Thư
Dực Khôn cung được ban bức tranh Chiêu Dung Bình Thư đồ, (昭容评诗图) cùng ngự bút biển Ý Cung Uyển Thuận (懿恭婉顺). Bức tranh dựa trên điển tích về Chiêu Dung Thượng Quan Uyển Nhi của Đường Trung Tông nổi tiếng về tài thơ phú và thư pháp. Đương thời, thơ văn của bà không thua kém bất kỳ trang nam tử nào, có ảnh hưởng sâu rộng đến văn hóa văn thơ của cả một thời đại, là người tiên phong trong nhiều phong trào thơ ca thời Trung Tông.
Bức tranh Chiêu Dung Bình Thư đồ có ý nghĩa Độc Thư (读书), tức là đọc sách.

## Tây Lăng Giáo Tằm
Trữ Tú cung được ban bức tranh Tây Lăng Giáo Tằm đồ (西陵教蚕图) cùng ngự bút biển Mậu Tu Nội Trị (茂修内治). Bức tranh dựa trên điển tích về Nguyên phi Luy Tổ (Tây Lăng thị) của Hiên Viên Hoàng Đế là Luy Tổ thủy tằm (嫘祖始蚕). Thần thoại kể rằng Hiên Viên Hoàng Đế sau khi đánh bại Xi Vưu thì trở thành thủ lĩnh của liên minh bộ lạc, dẫn dắt mọi người trong việc phát triển nông nghiệp, chăn nuôi và luyện kim, còn về phần quần áo được giao cho Luy Tổ. Luy Tổ thường cho người lên núi lột vỏ cây, cạo sạch rồi mang về chế thành quần áo, khiến người trong bộ tộc không cần che thân bằng lá cây nữa. Một lần khi Luy Tổ đổ bệnh và ăn không ngon miệng, một số phụ nữ lên núi với hy vọng tìm được các loại quả đặc biệt dâng Luy Tổ. Họ tìm thấy nhiều loại quả nhưng đều đắng chát không ăn được, đến khi trời tối, họ tìm thấy những quả nhỏ màu trắng trong rừng dâu, họ vội vàng hái rồi xuống núi vì sợ trên núi có thú dữ. Sau khi trở về, họ nếm thử, khi cắn ra lại thấy những sợi chỉ mảnh. Họ lấy những sợi dây đó để quấn tóc, Luy Tổ nhìn thấy, hỏi chi tiết, và khẳng định rằng nó không phải là một loại quả nhưng nó sẽ có công dụng rất lớn. Bà lên núi quan sát trong rừng dâu trong nhiều ngày, cuối cùng phát hiện ra rằng quả màu trắng đó được tạo ra bởi một loại côn trùng nhả tơ tự quấn lấy nó. Sau đó bà bắt đầu nuôi loại côn trùng này và đặt tên là tằm. Luy Tổ trở thành người phát minh ra nghề trồng dâu nuôi tằm.
Bức tranh Tây Lăng Giáo Tằm đồ có ý nghĩa Sang Tân (创新), tức là đổi mới.

## Khương Hậu Thoát Trâm
Khải Tường cung được ban bức tranh Khương Hậu Thoát Trâm đồ (姜后脱簪图) cùng ngự bút biển Cần Tương Nội Chính (勤襄内政). Bức tranh dựa trên điển tích về Khương Hậu của Chu Tuyên vương can gián quân vương ham mê nữ sắc. Điển tích kể rằng Chu Tuyên vương thường xuyên ngủ sớm vào chiều hôm trước, và dậy muộn vào sáng hôm sau, vì mải mê thị tẩm cung nhân suốt đêm mà bỏ bê chính sự. Vào một buổi sáng, khi Chu Tuyên Vương còn đang ngủ, Khương Hậu dậy cởi bỏ trâm, hoa tai cùng các trang sức của vương hậu, mặc trang phục của một người phụ nữ bình thường, rồi sai một thị nữ báo với Chu Tuyên Vương: "Thiếp là một người không có đức hạnh tài năng, làm cho quân vương mải mê nữ sắc mà không màng chính sự, khiến người đời cho rằng nhà vua là người háo sắc vong đức. Một khi đã mê đắm nữ sắc, nhất định sẽ ngông cuồng, cẩu thả trong việc triều chính, hậu quả là vương hầu phản nghịch, dân chúng oán thán, đất nước loạn lạc. Trong nước hiện nay nhiều chuyện bất ổn, mà nguyên nhân sâu xa chính là thần thiếp, nên xin quân vương trừng trị". Chu Tuyên Vương thấy vậy liền tỉnh ngộ, liền nói rằng "Sao lại có thể là lỗi của vương hậu? Hoàn toàn là do ta thất đức... May mà vương hậu nhắc nhở kịp thời, nếu không thì ta sẽ trở thành thiên cổ tội nhân của liệt tổ tiên vương và thiên hạ".
Bức tranh Khương Hậu Thoát Trâm đồ có ý nghĩa Tương Phu (相夫), tức là phò trợ cho chồng.

## Thái Tự Hối Tử

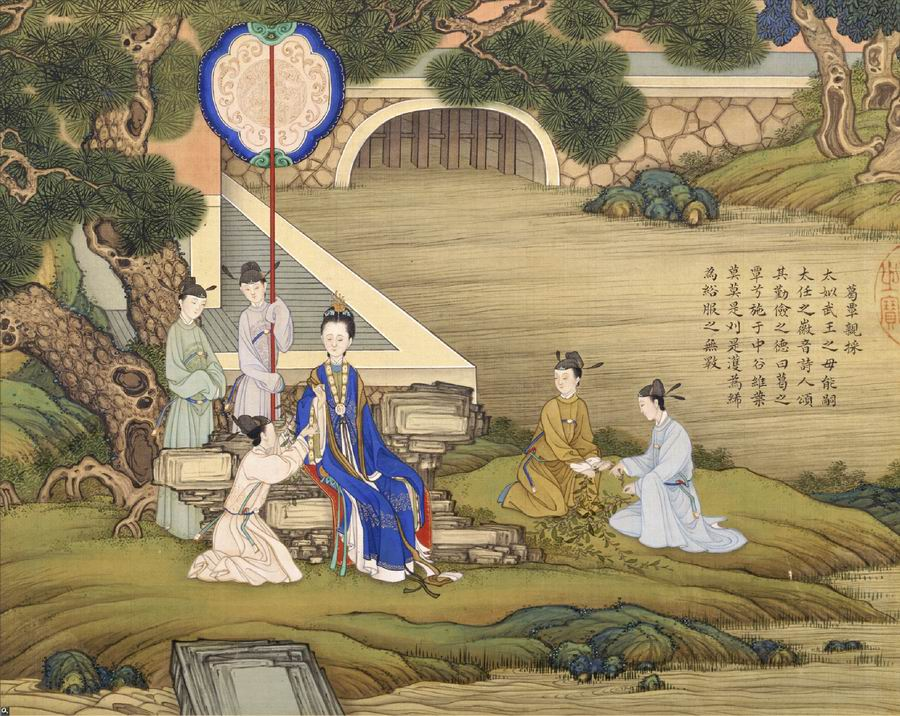
Thái Tự Hối Tử đồ

Trường Xuân cung được ban bức tranh Thái Tự Hối Tử đồ (太姒诲子图) cùng ngự bút biển Kính Hưu Nội Tắc (敬休内则). Bức tranh dựa trên điển tích về Chu Văn Mẫu Thái Tự của Chu Văn Vương xinh đẹp, tài trí, đức độ, biết lo việc nước, dạy con nghiêm khắc, kính trọng bề trên, được Chu Văn Vương yêu mến, thiên hạ kính trọng tôn là Văn Mẫu, trong "Thi Kinh" và "Liệt Nữ Truyện" đều có lời khen. Vào thời Võ Tắc Thiên, Thái Tự được tôn thụy hiệu là Văn Định Hoàng hậu, và lăng được gọi là Đức Lăng.
Bức tranh Thái Tự Hối Tử đồ có ý nghĩa Giáo Tử (教子), tức là dạy con.

## Tiệp Dư Đương Hùng

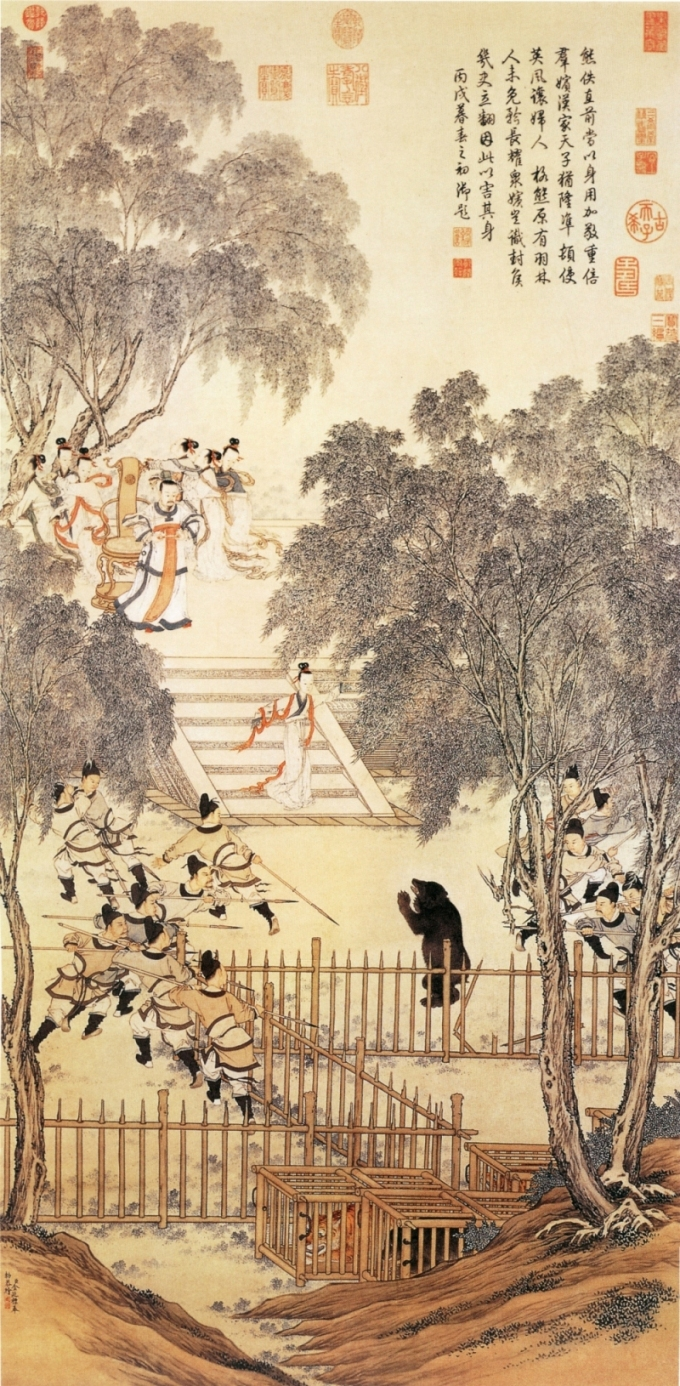
Tiệp Dư Đương Hùng đồ

Hàm Phúc cung được ban bức tranh Tiệp Dư Đương Hùng đồ (婕妤当熊图) cùng ngự bút biển Nội Chức Khâm Phụng (内职钦奉). Bức tranh dựa trên điển tích về Tiệp Dư Phùng Viện của Hán Nguyên Đế đương đầu với gấu để hộ giá. Vào năm Kiến Chiêu thời Tây Hán, Hán Nguyên Đế dẫn các phi tần từ hậu cung ra Hổ Khuyên Quan để xem đấu thú. Đột nhiên, một con gấu thoát khỏi chuồng, leo lên khán đài tấn công người xem. Các phi tần hai bên tả hữu đều kinh hãi bỏ chạy, cả các thái giám cũng ôm đầu bỏ chạy. Lúc này Phùng Tiệp Dư đã xông tới đứng thẳng trước mặt con gấu, con gấu bất ngờ nên dừng lại, vừa kịp lúc lính canh lao vào giết nó. Sau đó, Hán Nguyên Đế hỏi Phùng Tiệp Dư: "Tình hình lúc đó khủng khiếp như vậy, sao nàng dám bước tới để chặn con gấu? Nàng không sợ nó sao?" Phùng Tiệp Dư đáp: "Mãnh thú sẽ dừng lại khi thấy đông người tụ lại, thiếp sợ nó sẽ tiếp cận ngai vàng và làm tổn hại bệ hạ, nguyện dùng thân thể của mình để chặn nó”. Nguyên Đế rất cảm động sau khi nghe điều này, vì vậy ông càng tôn trọng bà hơn. Các phi tần khác cúi đầu xấu hổ.
Bức tranh Tiệp Dư Đương Hùng đồ có ý nghĩa Dũng Cảm (勇敢).